# 克日什托夫·拉齐维乌 (1585年)
克日什托夫·拉齐维乌（波蘭語：Krzysztof Radziwiłł，1585年3月22日—1640年11月19日），波兰立陶宛联邦贵族、政治家、军事家，曾历任立陶宛前线盖特曼、众议院议长、维尔纽斯城主、维尔纽斯省总督、立陶宛大盖特曼等职务。为与其父亲克日什托夫·米科瓦伊·“雷电”·拉齐维乌相区别，有时也称其为克日什托夫·拉齐维乌二世（波蘭語：Krzysztof Radziwiłł II）。

## 生平
1585年3月22日，克日什托夫·拉齐维乌出生于波兰立陶宛联邦的比爾扎伊（今属立陶宛）。其父亲克日什托夫·米科瓦伊·“雷电”·拉齐维乌曾担任维尔纽斯省总督、立陶宛大盖特曼，其母亲卡塔日娜·奥斯特罗格斯卡则出身于鲁塞尼亚望族奥斯特罗格斯基家族。拉齐维乌曾出国到西欧的海德堡、莱比锡等地留学，也曾游历瑞士、法国、荷兰等国。
1608年，拉齐维乌在利沃尼亚率领一支部队与瑞典军队作战，取得胜利。他也曾参与1609年至1618年间的对俄战争。1617年，波兰与瑞典间战事再起，在这场战争中，他率军夺回了多数先前沦陷于瑞典之手的堡垒。
1621年，波兰与瑞典再次爆发战争，拉齐维乌负责保卫里加，但由于守军只有几百人，因此里加沦陷。1622年，他在米塔瓦（今拉脱维亚叶尔加瓦）击败了由古斯塔夫二世·阿道夫指挥的瑞典军队，并夺回了库尔兰。随后，他与瑞典签订了停战协议，但由于没有经过国王或众议院的允许，因此他与国王齐格蒙特三世间逐渐产生矛盾。此后，他开始成为立陶宛地区反齐格蒙特三世派系的领袖，因此国王在分配空缺职位时，常常刻意忽视他。
1632年，拉齐维乌在国王选举中代表维尔纽斯省支持瓦迪斯瓦夫四世。同年，斯摩棱斯克战争爆发，拉齐维乌率领疲弱的军队，在斯摩棱斯克周围活动，多次向波军要塞提供增援和补给，从而为瓦迪斯瓦夫四世援军的到来留出了宝贵的时间。援军抵达后，他参加了对俄军的包围，并最终迫使其投降。战后，他因战功被擢升为立陶宛大盖特曼。1640年11月19日，拉齐维乌在斯维达萨伊（今属立陶宛）逝世，享年55岁。

## 宗教活动
拉齐维乌是一名虔诚的归正宗信徒，积极赞助归正宗教会，并曾负责举办两次归正宗主教会议。1631年，拉齐维乌和其妻子在凱代尼艾（今属立陶宛）修建了归正宗教堂和其他公共设施，并向教会捐赠了2,000兹罗提。在其影响下，凱代尼艾成为了波兰立陶宛联邦新教信仰的重镇。他的新教信仰是齐格蒙特三世阻碍其进入参议院的其中一个原因。
尽管拉齐维乌笃信归正宗，但他对其他宗教也较为宽容，例如他与天主教会的尤斯塔奇·沃洛维奇主教私交甚密。

## 个人收藏
拉齐维乌在卢布查城堡收藏了矿物、贝壳、珊瑚、狩猎战利品、鲸鱼骨、象牙、坚果壳等各种珍品。据信，维尔纽斯大学动物博物馆收藏了其中的三件藏品（驼鹿角、用牛角制成的椅子以及弓头鲸的颚骨）。

## 家庭
1606年，拉齐维乌与出身于基什卡家族的安娜·基什卡（Anna Kiszka）结婚，两人育有四名子女，其中有一子一女长大成人，分别为亚努什以及卡塔日娜。